# Тејлор Дент
Тејлор Филип Дент (енгл. Taylor Phillip Dent; рођен 24. априла 1981. године у Њупорт Бичу, Калифорнија) је бивши  амерички професионални тенисер. Најбољи пласман на АТП листи у синглу му је двадесетпрво место на ком се налазио у августу 2005. Освојио је четири АТП титуле у појединачној конкуренцији.
Заједно са Лисом Рејмонд тријумфовао је на Хопман купу 2006. а то је уједно била четврта титула у том такмичењу за Сједињене Америчке Државе.
На Летњим олимпијским играма 2004. у мечу за бронзану медаљу поражен је од Чилеанца Фернанда Гонзалеза у три сета. Пре тога је у полуфиналу изгубио од још једног Чилеанца, Николаса Масуа.
У новембру 2010. повукао се из професионалног тениса.

## Мечеви за олимпијске медаље

### Појединачно: 1 (0–1)
| Исход    | Година | Турнир                  | Подлога | Противник         | Резултат        |
| -------- | ------ | ----------------------- | ------- | ----------------- | --------------- |
| 4. место | 2004.  | Олимпијске игре у Атини | Тврда   | Фернандо Гонзалез | 4–6, 6–2, 14–16 |

## АТП финала

### Појединачно: 7 (4–3)
| Легенда                        |
| ------------------------------ |
| Гренд слем турнири (0–0)       |
| Завршно првенство сезоне (0–0) |
| АТП мастерс 1000 (0–0)         |
| АТП 500 (1–1)                  |
| АТП 250 (3–2)                  |

| Финала по подлози |
| ----------------- |
| Тврда (2–3)       |
| Шљака (0–0)       |
| Трава (1–0)       |
| Тепих (1–0)       |

| Финала по локацији |
| ------------------ |
| Отворено (1–3)     |
| Дворана (3–0)      |

| Исход     | Бр. | Датум               | Турнир              | Подлога   | Противник          | Резултат                |
| --------- | --- | ------------------- | ------------------- | --------- | ------------------ | ----------------------- |
| Победник  | 1.  | 14. јул 2002.       | Њупорт, САД         | Трава     | Џејмс Блејк        | 6–1, 4–6, 6–4           |
| Победник  | 2.  | 23. фебруар 2003.   | Мемфис, САД         | Тврда (д) | Енди Родик         | 6–1, 6–4                |
| Победник  | 3.  | 28. септембар 2003. | Бангкок, Тајланд    | Тврда (д) | Хуан Карлос Фереро | 6–3, 7–6(7–5)           |
| Победник  | 4.  | 5. октобар 2003.    | Москва, Русија      | Тепих (д) | Саргис Саргсијан   | 7–6(7–5), 6–4           |
| Финалиста | 1.  | 10. октобар 2004.   | Токио, Јапан        | Тврда     | Јиржи Новак        | 7–5, 1–6, 3–6           |
| Финалиста | 2.  | 9. јануар 2005.     | Аделејд, Аустралија | Тврда     | Јоаким Јохансон    | 5–7, 3–6                |
| Финалиста | 3.  | 24. јул 2005.       | Индијанаполис, САД  | Тврда     | Роби Џинепри       | 6–4, 0–6, 0–3 (предаја) |

### Парови: 1 (0–1)
| Легенда                        |
| ------------------------------ |
| Гренд слем турнири (0–0)       |
| Завршно првенство сезоне (0–0) |
| АТП мастерс 1000 (0–0)         |
| АТП 500 (0–0)                  |
| АТП 250 (0–1)                  |

| Финала по подлози |
| ----------------- |
| Тврда (0–1)       |
| Шљака (0–0)       |
| Трава (0–0)       |

| Финала по локацији |
| ------------------ |
| Отворено (0–1)     |
| Дворана (0–0)      |

| Исход     | Бр. | Датум               | Турнир       | Подлога | Партнер         | Противници                      | Резултат           |
| --------- | --- | ------------------- | ------------ | ------- | --------------- | ------------------------------- | ------------------ |
| Финалиста | 1.  | 19. септембар 2004. | Пекинг, Кина | Тврда   | Алекс Богомолов | Џастин Гимелстоб Грејдон Оливер | 6–4, 4–6, 6–7(6–8) |

## Остала финала

### Тимска такмичења: 1 (1–0)
| Исход    | Бр. | Датум           | Турнир           | Подлога   | Партнерка    | Противници                    | Резултат | Извор |
| -------- | --- | --------------- | ---------------- | --------- | ------------ | ----------------------------- | -------- | ----- |
| Победник | 1.  | 6. јануар 2006. | Перт, Аустралија | Тврда (д) | Лиса Рејмонд | Михаела Крајичек Петер Веселс | 2–1      | [ 6 ] |